# Municipio de Cumberland Valley
El municipio de Cumberland Valley (en inglés: Cumberland Valley Township) es un municipio ubicado en el condado de Bedford en el estado estadounidense de Pensilvania. En el año 2000 tenía una población de 1.494 habitantes y una densidad poblacional de 9.7 personas por km².

## Geografía
El municipio de Cumberland Valley se encuentra ubicado en las coordenadas 39°54′00″N 78°36′59″O / 39.90000, -78.61639.

## Demografía
Según la Oficina del Censo en 2000 los ingresos medios por hogar en la localidad eran de $35,268 y los ingresos medios por familia eran $40,060. Los hombres tenían unos ingresos medios de $29,926 frente a los $21,023 para las mujeres. La renta per cápita para la localidad era de $17,768. Alrededor del 9,8% de la población estaban por debajo del umbral de pobreza.